# Vatairea heteroptera
Vatairea heteroptera là một loài thực vật có hoa trong họ Đậu. Loài này được (Allemao) F.A.Iglesias miêu tả khoa học đầu tiên.